# Myiopharus connexus
Myiopharus connexus är en tvåvingeart som först beskrevs av Wulp 1890.  Myiopharus connexus ingår i släktet Myiopharus och familjen parasitflugor. Inga underarter finns listade i Catalogue of Life.